# Којукук (Аљаска)
Којукук (енгл. Koyukuk) град је у америчкој савезној држави Аљаска.

## Демографија
По попису из 2010. године број становника је 96, што је 5 (-5,0%) становника мање него 2000. године.
| Група                 | 2000.      | 2010.      |
| Амерички староседеоци | 92 (91,1%) | 93 (96,9%) |
| Белци                 | 9 (8,9%)   | 1 (1,0%)   |
| Афроамериканци        | 0 (0,0%)   | 0 (0,0%)   |
| Азијати               | 0 (0,0%)   | 0 (0,0%)   |
| Хиспаноамериканци     | 0 (0,0%)   | 0 (0,0%)   |
| Укупно                | 101        | 96         |